# Julius Hoste sr.
Julius Constantijn Hoste (Tielt, 23 januari 1848 — Brussel, 28 maart 1933) was een Vlaams auteur en de stichter (1888) van het gematigd liberale Vlaamsgezinde dagblad Het Laatste Nieuws en van het weekblad De Zweep (1869), waarvan hij hoofdredacteur was onder de schuilnaam Julius van Thielt.

## Levensloop
Zijn ouders vestigden zich in 1857 in Brussel. Vader Hoste handelde in granen en zijn zaak werd ten gevolge van de Krimoorlog door de crisis getroffen. 
In 1868 maakte hij kennis met Hendrik Conscience, die hem later als zijn testamentuitvoerder aanstelde.
In de door hem gestichte De Zweep schreef hij veel strijdartikels die hij ondertekende met de naam Julius van Thielt. Naast Het Laatste Nieuws stichtte hij ook, als culturele tegenhanger, De Vlaamsche Gazet (1900-1914).
Voor de Koninklijke Vlaamse Schouwburg te Brussel schreef hij een aantal zeer succesvolle historische stukken, zoals De Brusselsche straatzanger (1883) en De kleine patriot (1889). Hoste was een groot promotor van de Vlaamse culturele aanwezigheid in Brussel.
Hij was lid van de Vrijmetselarij en van het Grootoosten van België. Hij was de vader van de liberale politicus Julius Hoste jr..

## Literatuur

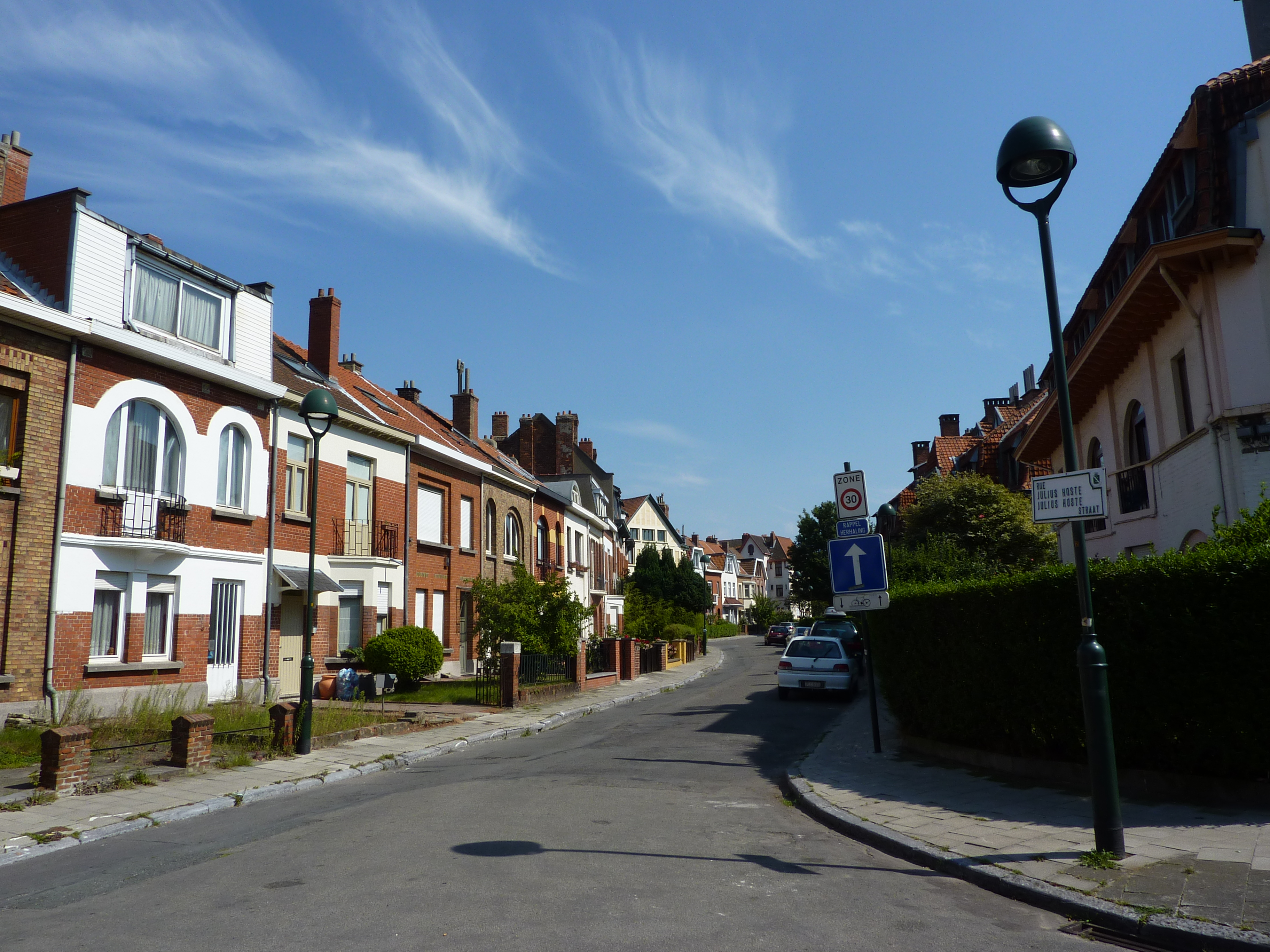
Julius Hostestraat (Rue Julius Hoste) in Schaarbeek

## Publicaties
- De Brusselsche straatzanger (1883)
- De kleine patriot (1889)
- Waterloo ! (1889)
- Breidel en De Coninc (?)
- De plezante reis (?)